# Skuru IK Handboll

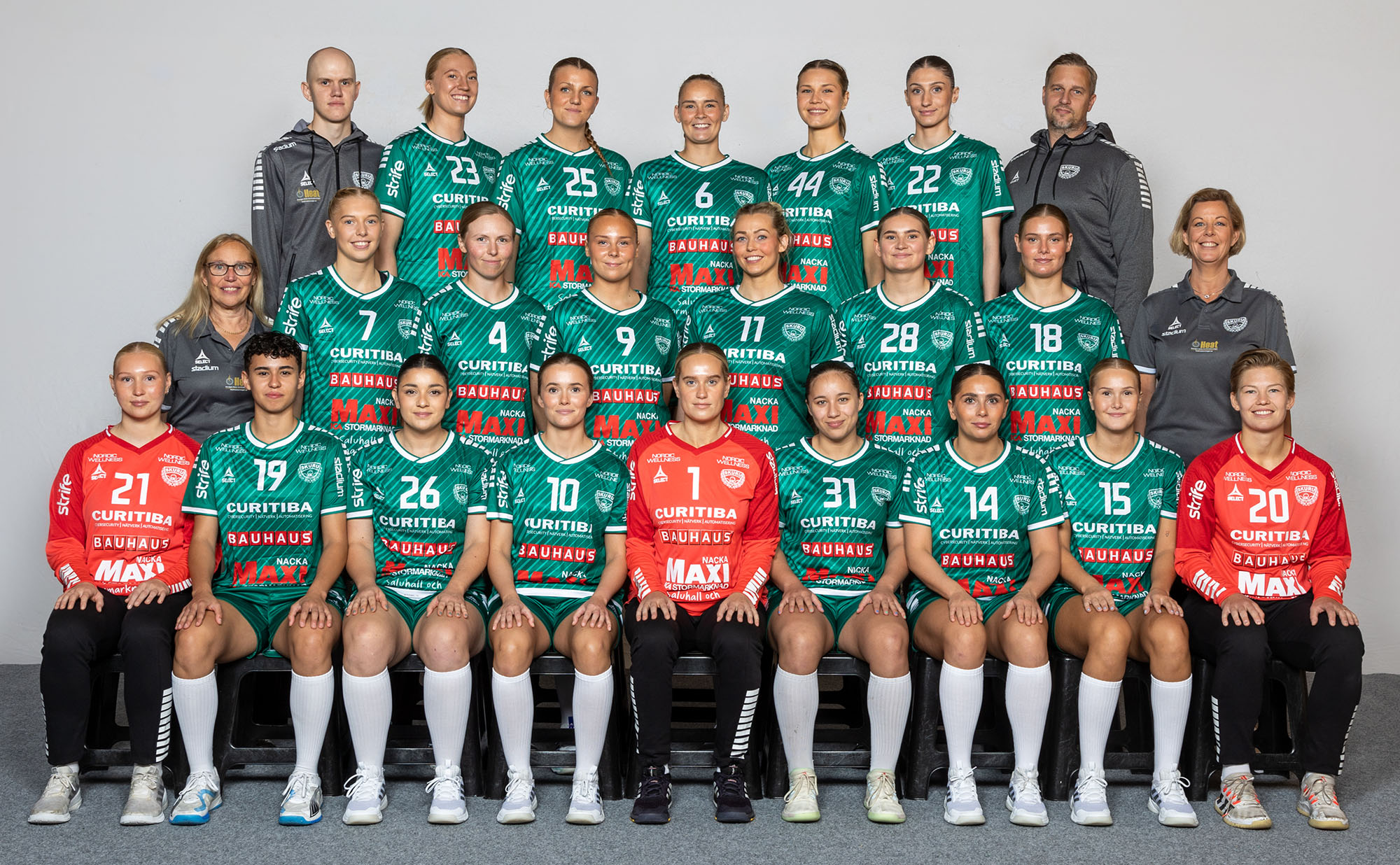
Skurus damlag säsongen 2024/25

Skuru IK Handboll är idrottsklubben Skuru IK:s handbollssektion, från Skuru i Nacka kommun.
Sektionen har cirka 1250 medlemmar och omkring 41 seriespelande lag. Skuru IK Handboll är känd för sin framgångsrika barn- och ungdomsverksamhet som omfattar både pojkar och flickor. På damsidan har representationslaget spelat i högsta nationella serien sedan 1986 och är flerfaldiga svenska mästare. Sektionen arrangerar turneringen Skurucupen som spelas i början på september varje år.

## Vision
Skuru Handbolls vision är: "Sveriges bästa och roligaste handbollsutbildning för varje spelare, för varje ledare, vid varje träning och tävling."

## Klubbhistoria
Huvudföreningen bildades 1922 och handbollssektionen bildades 1950. I starten tränade man utomhus på Nacka Reals asfalterade skolgård, men senare under 1950-talet flyttades träningarna inomhus då man fick tillgång till militärens lokaler på Östermalm i Stockholm under sena kvällar. Efter några år lades verksamheten på is på grund av träningsförhållandena, men när Nacka Sporthall byggdes 1963 blev det en nystart för handbollssektionen.

### Herr- och pojkhandbollen
Herrarna hade sin främsta period under 1990-talet och spelade som högst i division 1. 1998 kvalade laget till elitserien men förlorade mot Ystad IF. Skuru har både herrlag och pojklag i alla åldrar, från bollskolan upp till junior. Klubben har även varit representerad i finalsteget i USM på pojksidan ett antal gånger, bland annat av pojkar födda 1999 som 2016 vann brons.

### Dam- och flickhandbollen
Damerna tog steget upp i högsta serien 1986 efter seger i division 1 och ett lyckat kval i Kalmar utan förlust. 1987 vann klubben sedan sitt första ute-SM. Säsongen därefter (1988) lyckades laget nå en SM-final även inomhus men Tyresö HF blev för svåra. 1998 var det återigen dags för guld i ute-SM, Spårvägen besegrades i finalen på Gubbängsfältet. Detta var sista gången som ute-SM spelades utomhus på planer med samma mått som för inomhusspelet och med sjumannalag. Från och med 1999 är det istället beachhandboll som är det officiella mästerskapet utomhus i handboll.
Därefter dröjde det till 2001 innan det blev en final igen. Efter  serieseger var laget favoriter inför SM-slutspelet och de klarade trycket. Kvartsfinalen spelades mot Skånela (2–0 i matcher), semifinalen mot Spårvägen (2–0 i matcher) och i finalen besegrades Sävehof i tre raka matcher. Damerna har sedan dess blivit Svenska mästare ytterligare tre gånger: 2004, 2005 och 2021.
På ungdomssidan har flickorna flera gånger tagit sig till USM-slutspel i alla åldrar, såväl F14, som F16 och F18. Damjuniorerna har tagit 7 SM-guld och i övriga åldersgrupper (F16 och F14) har också guldmedaljer erövrats. Det mest framgångsrika laget var födda 1978, de vann ungdoms-SM i alla tre åldersklasser (F14, F16 och F18) och flera av spelarna representerade sedan Skuru i högsta ligan. Två av spelarna i det laget, Sofie Nelsén (tidigare Svensson) och Eva Westphal (tidigare Carlsson), fulländade sedan sina SM-karriärer genom att tillsammans vinna ute-SM 1998 med Skuru och guld i senior-SM 2001 respektive 2004 med sin moderklubb.

### SM-finalerna och SM-gulden
Skurus damer vann SM-guld 2001 efter en säsong med tränarbyte vid årsskiftet, då den vann kvartsfinalen mot Skånela med 24–18 och 32–11, semifinalen mot Spårvägen gav inte mer motstånd (33–12, 27–8) och till slut väntade Sävehof i finalen. Finalen avgjordes i tre raka matcher och Skurus första guld var ett faktum.
2004 slutade laget på tredje plats i serien efter Team Eslöv och Sävehof. Efter en säker vinst i kvartsfinalen mot VästeråsIrsta, var semifinalen mot Sävehof en jämnare historia (förlängning i fjärde semifinalen avgjorde i Skurus favör) och Skuru stod till slut som segrare och än en gång i SM-final, denna gång mot Team Eslöv som var regerande mästare. Efter en fullständig kross i första matchen (seger 28–20 i Eslöv), följde laget upp det med en seger i Nacka och en förlust i Eslöv. Avgörande kom sedan 5 maj i Nacka Bollhall. Skuru inledde finalen bäst men Team Eslöv, genom Fanny Lagerström, kvitterade genom frikast i sista sekunden. Förlängningen var ett faktum men i förlängningen var Skuru det starkaste laget, mycket tack vare storskytt Katarina Arwidsson som gjorde 11 mål i matchen. SM-guld efter vinst med 32–29.
2005 var året då handbollens SM-final för första gången skulle avgöras genom en enstaka match, i Globen (numera Avicii Arena), infor rekordpublik (över 11 000 på läktarna). Skuru lyckades ta sig till final genom segrar i kvartsfinal mot IVH Västerås med 2–0 i matcher (borta 25–34, hemma 26–23) och semifinal mot Sävehof 2–1 (borta 26–25, hemma 37–31, borta 22–25). I finalen i Globen var motståndet Skövde HF med landslagsspelare så som Linnea Torstensson, Petra Skogsberg, Lisa Wirén, Therese Wallter, Anna-Karin Jiveby och Madelene Grundström och tränare Magnus Frisk. Matchen slutade 24–23 (10–13) i Skurus favör efter att Skövde inlett finalen bäst och haft en betryggande ledning, men där Skuru till slut visade sig starkast. Finalen fick ett dramatiskt slut då Skövde vid underläge 24–23 fick ett straffkast i sista sekunden men där Skurus målvakt Patricia Löfberg räddade. Det tredje SM-guldet är bärgat.
Efter finalsegern 2005 dröjde det till 2014 innan Skuru spelade nästa final som dock förlorades till Sävehof med hela 20–38. 2015, 2016 och 2019 upprepades finalerna, förluster mot Sävehof.
2020 blev det inget SM-slutspel på grund av Covid-19-pandemin men 2021 vann Skuru finalen med 3–1 mot H65 Höör (29–22, 31–29, 28–30, 24–22). I den fjärde matchen inledde H65 Höör bäst men efter en rad tekniska fel kunde Nacka-laget göra sex raka mål och ta ledningen i matchen. Efter ett måls underläge i paus fortsatte Skurus tryck och efter ytterligare fem mål (ledning 18–12) var det Skuru som hade övertagit taktpinnen. Precis som både 2004 och 2005 avslutades dock finalen på ett dramatiskt sätt. Med 20 sekunder kvar avgjorde Skurus Malin Berndal genom ett kontringsmål i ribbans underkant och ner i golvet. Klubben tog därmed sitt fjärde SM-guld.
När Svenska cupen drogs igång igen säsongen 2021/22 blev Skuru Svenska cupmästare, efter att vunnit med totalt 67–59 i dubbelmöte mot Skara HF.
Tongivande spelare i mästarlagen finns presenterade nedan under Spelare i urval.

## Spelartrupp
| Nr | Land    | Pos | Namn                     |
| -- | ------- | --- | ------------------------ |
| 1  | Sverige | MV  | Moa Björck               |
| 20 | Sverige | MV  | Rebecca Nilsson          |
| 21 | Sverige | MV  | Ellen Dahlström          |
| 4  | Sverige | 9M  | Alexandra Bjärrenholt    |
| 6  | Finland | 9M  | Ellen Voutilainen        |
| 7  | Sverige | 9M  | Hanna Lundvall           |
| 9  | Sverige | M6  | Alice Salmi              |
| 10 | Sverige | H6  | Clara Petersson Bergsten |
| 11 | Norge   | M6  | Mia Kristin Horgøien     |
| 14 | Sverige | H6  | Elin Cindrić             |

| Nr | Land    | Pos | Namn                     |
| -- | ------- | --- | ------------------------ |
| 15 | Sverige | V6  | Jennifer Johansson       |
| 18 | Sverige | H9  | Isabelle van Kerkvoorde  |
| 19 | Sverige | V6  | Michelle Holgersson      |
| 22 | Sverige | 9M  | Kaja Stojilković         |
| 23 | Sverige | H9  | Anna Lehtinen            |
| 25 | Sverige | M6  | Leia Jitelius Franconeri |
| 26 | Sverige | V6  | Carolina Ingesson        |
| 28 | Sverige | H9  | Felicia Palm Robertsson  |
| 31 | Sverige | 9M  | Tova Almqvist            |
| 44 | Sverige | 9M  | Sara Hansson.            |

## Spelare i urval
- Ewa Jansson (–1999)
- Katarina Arfwidsson Chrifi (1998–2007) SM-guld 2001, 2004, 2005
- Anna Ljungdahl Rapp (1981–2001, 2003–2005) SM-guld 2001, 2004, 2005
- Anna-Lena Pihl (1992–1998)
- Veronica Isaksson (2000–2003) SM-guld 2001
- Therese Islas Helgesson (–2006) SM-guld 2004, 2005
- Nathalie Hagman (2007–2011)
- Therese Brorsson (2011–2013)
- Johanna Westberg (–2014)
- Emma Hawia Svensson (2009–2016)
- Carin Strömberg (–2016)
- Mathilda Lundström (2016–2019)
- Evelina Eriksson (2018–2020)
- Daniela de Jong (2013–2022) SM-guld 2021
- Elin Hansson (–2022) SM-guld 2021
- Vilma Matthijs Holmberg (2018–2022) SM-guld 2021
- Rebecca Nilsson (2015–2021, 2023–) SM-guld 2021
- Alexandra Bjärrenholt (2016–) SM-guld 2021